# Ahmad Rezaji
Ahmad Rezaji (pers.  احمد رضایی) – irański zapaśnik w stylu wolnym. Brązowy medalista igrzysk azjatyckich w 1982. Złoto w mistrzostwach Azji w 1981. Siódmy w mistrzostwach świata w 1982 roku.